# Cleome tenuis
Cleome tenuis är en paradisblomsterväxtart. Cleome tenuis ingår i släktet paradisblomstersläktet, och familjen paradisblomsterväxter.

## Underarter
Arten delas in i följande underarter:
- C. t. humilis
- C. t. tenuis